# Kuber
Kuber – chan koczowników Bułgarów i ludności osiadłej w rejonie Sirmium, przez część historyków utożsamiany z czwartym synem Kubrata.
Informacje o Kuberze pochodzą wyłącznie z Żywota i cudów świętego Demetriusza. Nie są znane okoliczności w jakich w II połowie VII wieku pojawił się na czele koczowników bułgarskich w granicach państwa awarskiego. Ponieważ nastąpiło to w okresie po śmierci chana Kubrata i po najeździe Chazarów na Wielką Bułgarię, jest możliwe, że opuścił Wielką Bułgarię pod naporem Chazarów i przeniósł się ze swym ludem na zachód. Historyk bizantyjski Teofanes piszący w IX wieku podaje informację, że synowie Kubrata po śmierci ojca, pokonani przez Chazarów, w większości opuścili ziemie Wielkiej Bułgarii. O czwartym z synów pisze tak: „poddawszy się kaganowi awarskiemu został ze swoim ludem w Panonii awarskiej”. Zdaniem części historyków jest całkiem możliwe, że nieznany z imienia syn Kubrata jest Kuberem, o którym mówi Żywot i cuda św. Demetriusza.
Po uznaniu zwierzchnictwa kagana awarskiego Kuber został ustanowiony przez władcę awarskiego chanem nad ludnością uprowadzoną z ziem cesarstwa w początkach panowania cesarza Herakliusza i osiedloną przez Awarów w rejonie Sirmium (obecnie Sremska Mitrovica) na południu ich państwa. Około 670 roku Kuber zbuntował się przeciw kaganowi awarskiemu, rozbił jego wojsko i wraz ze swym ludem opuścił państwo awarskie. Poprowadził swój lud na południe w granice cesarstwa bizantyjskiego, ponieważ wielu chciało powrócić w swe rodzinne strony: do Tesaloniki, Konstantynopola czy Tracji. Ostatecznie lud Kubera osiedlił się na równinie Keramesjon (prawdopodobnie koło Bitoli) w Macedonii. Autor Żywota określa go mianem Sermisianoi (od Sirmium) albo Kermisianoi (od nowego ich miejsca zamieszkiwania). W skład ludu wchodziła, oprócz Bułgarów Kubera, ludność mówiąca dialektami romańskimi oraz prawdopodobnie Słowianie.
Około 680 roku, po osiedleniu się w Macedonii, Kuber podjął kroki pojednawcze w stosunku do władz bizantyjskich, prowadząc jednocześnie ze swym towarzyszem Maurosem przygotowania do zajęcia Tesaloniki. Miejscowe władze przejrzały jednak zamiary chana Bułgarów i napływających do miasta ludzi Kubera zaczęły odsyłać do Konstantynopola. Cesarz Konstantyn IV dla zabezpieczenia miasta przed ewentualnym atakiem wysłał do Tesaloniki dostawy zboża oraz flotę pod dowództwem Sisiniosa. Ostatecznie próba zdobycia Tesaloniki podjęta przez Kubera i Maurosa zakończyła się niepowodzeniem. Została podjęta równolegle z działaniami prowadzonymi przeciw Bizancjum przez chana Bułgarów Asparucha nad dolnym Dunajem. Nie jest wykluczone, że jej ujawnienie było od początku zamierzone i miało na celu osłabienie armii bizantyjskiej wyruszającej przeciw Asparuchowi.
Po 687 roku Bułgarzy Kubera przenieśli się na lewy brzeg rzeki Strumy. Na początku VIII wieku ziemie te zostały przyłączone do chanatu bułgarskiego.